# دستور إثيوبيا 1995
دستور إثيوبيا وهو القانون الأعلى لجمهورية إثيوبيا الديمقراطية الفيدرالية، دخل حيز التنفيذ في 21 أغسطس 1995. وقد تم وضع الدستور من قبل الجمعية التأسيسية التي تم انتخابها في يونيو 1994. وقد تم تبنيه من قبل الحكومة الانتقالية لإثيوبيا في ديسمبر 1994 ودخل حيز التنفيذ بعد الانتخابات العامة التي أجريت في مايو - يونيو 1995.
يتكون الدستور من 106 مادة في 11 فصلًا. ينص على حكومة اتحادية من تسع مناطق عرقية يحكمها برلمان مقسم إلى مجلس نواب الشعب ومجلس الاتحاد. ينص على نظام برلماني، مع رئيس شرفي في الغالب كرئيس للدولة، والسلطة التنفيذية تناط بمجلس الوزراء برئاسة رئيس الوزراء.
ينص الدستور صراحة على مجموعة من حقوق الإنسان الأساسية: تنص المادة 13 على أن هذه الحقوق والحريات سيتم تفسيرها وفقًا لكل من الإعلان العالمي لحقوق الإنسان، والعهد الدولي الخاص بالحقوق المدنية والسياسية، والمعاهدات الدولية الأخرى التي اعتمدتها إثيوبيا. تضمن الوثيقة كذلك أن جميع اللغات الإثيوبية ستتمتع باعتراف الدولة المتساوي، على الرغم من تحديد الأمهرية كلغة عمل للحكومة الفيدرالية.
إثيوبيا لديها تقليد شخصي للغاية وحكومة مركزية بقوة، وهو نمط اتبعته الجبهة الشعبية الثورية الديمقراطية (التحالف الحالي في الحكومة) على الرغم من القيود الدستورية على السلطة الفيدرالية. أول انتخابات عامة أجريت بعد اعتماد الدستور كانت انتخابات عام 2000. كانت هناك ثلاثة دساتير سابقة لإثيوبيا، والدستور السابق هو دستور عام 1987.